# 竹内郁雄
竹内 郁雄（たけうち いくお、1946年 - ）は、日本の工学者。早稲田大学理工学術院教授。2010年、東京大学名誉教授。

## 経歴
金沢大学附属高等学校を経て、1969年東京大学理学部数学科卒業、1971年東京大学大学院理学系研究科数学専攻修士課程修了し、日本電信電話公社電気通信研究所入所。
1987年NTTソフトウェア研究所ソフトウェア基礎技術研究部グループリーダ。1989年NTT基礎研究所情報科学研究部グループリーダー、1994年NTTソフトウェア研究所広域コンピューティング研究部主幹研究員。
1996年論文「パラダイム融合言語の研究」により東京大学博士（工学）を取得。
1997年電気通信大学電気通信学部情報工学科教授。2005年東京大学大学院情報理工学系研究科創造情報学専攻教授。2010年定年退職。早稲田大学理工学術院基幹理工学研究科教授。
日本有数のLispハッカーの一人であり、多くのLisp処理系を実装している他、Lisp向けベンチマークの（ベンチマークとしては関数呼出のオーバヘッドに左右される特性がある）竹内関数でも知られる。
後進の教育にも注力しており、前述の教職の他、情報処理推進機構 (IPA) の「未踏ソフトウェア事業」、特に30歳未満のプログラマを対象とした「未踏ユース」のプロジェクトマネジャーを務めており、過去に『SoftEther』の登大遊などを発掘している。2010年度 日本OSS貢献者賞・日本OSS奨励賞の審査委員長も務めた。

## 著書
- 初めての人のためのLISP ISBN 9784798119410

他多数。